# Артур Наполеон Реймонд Робінсон
Артур Наполеон Реймонд Робінсон (англ. Arthur Napoleon Raymond Robinson; 16 грудня 1926, Калдер-Холл, Тобаго  — 9 квітня 2014, Порт-оф-Спейн) — президент держави Тринідад і Тобаго (19.03.1997 по 17.03.2003), прем'єр-міністр (18.12.1986 по 17.12.1991).

## Життєпис
У 1949 році закінчив Лондонський та у 1955 році Оксфордський університети у Великі Британії. Працював в якості юриста в Тобаго. Спочатку був членом партії «Народний національний рух» прем'єр-міністра Еріка Вільямса, у 1956 році був призначений скарбником партії. У 1958—1961 рр. — член федерального парламенту, з 1961 по 1971 рік і з 1976 по 1980 рр. — член Палати представників від виборчого округу Іст-Тобаго. У 1961—1967 рр. — міністр фінансів Тринідаду і Тобаго. У 1967—1970 рр. — міністр закордонних справ Тринідаду і Тобаго. У 1970 році на знак протесту проти расової політики Вільямса покинув ряди Національного руху і заснував Комітет демократичних громадянських дій (Action Committee of Democratic Citizens), разом з яким в альянсі з опозиційною Демократичною робітничою партією безуспішно намагався бойкотувати вибори 1971 року. Після виборів заснував Демократичний конгрес дій, який у 1976 році завоював два місця в парламенті країни. У 1971—1986 рр. був головою цієї партії. У 1980—1986 рр. був головою Палати зібрань Тобаго.
Перед виборами 1981 року створив з представників ряду опозиційних партій коаліцію під назвою Національний альянс для реконструкції. Однак вона зазнала поразки на загальних виборах. Але вже на місцевих виборах 1983 року опозиційний альянс став переможцем, у 1986 році Альянс завоював абсолютну більшість на виборах в Палату представників (33 з 36 мандатів), яке зберігав до 2001 року Робінсон став його першим головою, займаючи цей пост до 1992 року.
З 18 грудня 1986 по 17 грудня 1991 рр. — прем'єр-міністр. При спробі державного перевороту в липні 1990 року поранений в ногу. Проявив особисту мужність, коли, перебуваючи в заручниках у заколотників, замість звернення по радіо в прямому ефірі до армійських частин з проханням припинити вогонь по захопленому парламенту звернувся із закликом атакувати на повну потужність, за що був побитий повстанцями.
У листопаді 1995 року був призначений на посаду міністра з особливих справ і справ Тобаго; залишався на цій посаді до свого обрання на посаду президента у 1997-му, за нього проголосувало 69 % виборців.